# Leavenworth (Kansas)
Leavenworth è una città dello Stato americano del Kansas, capoluogo dell'omonima contea.